# Categoría Primera A 2020
La Categoría Primera A 2020 (conosciuta anche come Liga Betplay Dimayor 2020 per ragioni di sponsorizzazione) è stata la 92ª edizione della massima categoria calcistica colombiana. La stagione ha preso avvio il 23 gennaio 2020 ed è terminata il 28 dicembre 2020 conclusasi con la conquista del 15º titolo nazionale della propria storia da parte dell'América de Cali, battendo in finale play-off l'Ind. Santa Fe. La stagione ha visto la partecipazione di 20 squadre, tra cui le neopromosse Deportivo Pereira e Boyacá Chicó.
A seguito della crisi sanitaria mondiale dovuta alla pandemia di Covid-19, la DIMAYOR ha in un primo tempo deciso di sospendere il torneo il 13 marzo 2020, per poi successivamente decidere la ripresa della competizione il 12 settembre 2020.
Dopo l'introduzione già avvenuta nello scorso campionato, la DIMAYOR ha approvato l'implementazione del VAR in due partite per ogni giornata disputata (incluse le finali del torneo).

## Formato
Inizialmente il torneo era organizzato secondo il tradizionale sistema, con la disputa di un Torneo Apertura e di un Finalización. Con lo scoppio della pandemia di Covid-19 e la decisione, da parte del governo colombiano, delle misure di contrasto della crisi sanitaria, il 12 marzo 2020 la DIMAYOR ha deciso di rinviare la nona giornata del Torneo Apertura. Il giorno successivo, la stessa DIMAYOR ha quindi deciso di sospendere fino a data da destinarsi tutti i campionati da lei organizzati, con il consenso di tutte le squadre partecipanti.
Dopo l'approvazione (da parte del governo colombiano) del protocollo sanitario necessario per riprendere l'attività sportiva, la DIMAYOR ha annunciato la ripresa del campionato per il 12 settembre 2020. Tuttavia, il formato tradizionale di Apertura e Finalización è stato stravolto. Nella riunione del 25 luglio 2020, la DIMAYOR ha deciso per l'eliminazione del Torneo Finalización e di disputare le giornate restanti dell'Apertura (tornando al formato tradizionale dalla prossima stagione). Dopo la disputa delle 19 giornate previste, le prime otto squadre disputeranno le fasi finali del campionato con un tabellone che prevede la disputa di quarti di finali, semifinali e finale.
La DIMAYOR ha contestualmente deciso che in questa stagione non vi saranno retrocessioni, che saranno posticipate al primo semestre della stagione 2021, anche se le partite disputate in questa stagione da ogni squadra concorreranno a determinare il promedio.

### Qualificazione alle coppe internazionali

#### Coppa Libertadores
Alla Coppa Libertadores si qualificheranno quattro squadre colombiane:
- la vincente del campionato (COL 1);
- la squadra uscita sconfitta dalla finale del campionato (COL 2);
- la miglior squadra classificata nella tabla de reclasificación che non abbia vinto il campionato (COL 3);
- la seconda miglior squadra classificata nella tabla de reclasificación (COL 4).

#### Coppa Sudamericana
Alla Coppa Sudamericana 2021 si qualificheranno quattro squadre colombiane:
- la terza miglior squadra classificata nella tabla de reclasificación (COL 1);
- la quarta miglior squadra classificata nella tabla de reclasificación (COL 2);
- la quinta miglior squadra classificata nella tabla de reclasificacióno (COL 3);
- la vincente del ripescaggio per la Coppa Sudamericana (COL 4).

## Squadre partecipanti
| Club                   | Città           | Stadio                                          |
| ---------------------- | --------------- | ----------------------------------------------- |
| Alianza Petrolera      | Barrancabermeja | Daniel Villa Zapata                             |
| América de Cali        | Cali            | Olímpico Pascual Guerrero/Centenario            |
| Atletico Bucaramanga   | Bucaramanga     | Alfonso López/Daniel Villa Zapata               |
| Atletico Nacional      | Medellín        | Atanasio Girardot                               |
| Atletico. Junior       | Barranquilla    | Metropolitano Roberto Meléndez/Romelio Martínez |
| Boyacá Chicó           | Tunja           | La Independencia                                |
| Cúcuta Deportivo       | Cúcuta          | General Santander/Centenario                    |
| Deportes Tolima        | Ibagué          | Manuel Murillo Toro                             |
| Deportivo Cali         | Cali            | Deportivo Cali                                  |
| Deportivo Pasto        | Pasto           | Departamental Libertad                          |
| Deportivo Pereira      | Pereira         | Hernán Ramírez Villegas                         |
| Envigado               | Envigado        | Polideportivo Sur                               |
| Independiente Medellín | Medellín        | Atanasio Girardot                               |
| Jaguares               | Montería        | Jaraguay                                        |
| La Equidad             | Bogotà          | Metropolitano de Techo/Nemesio Camacho          |
| Millionarios           | Bogotà          | Nemesio Camacho                                 |
| Once Caldas            | Manizales       | Palogrande                                      |
| Patriotas Boyacá       | Tunja           | La Independencia                                |
| Rionegro Águilas       | Rionegro        | Alberto Grisales                                |
| Santa Fe               | Bogotà          | Nemesio Camacho                                 |

## Allenatori e primatisti
| Squadra           | Allenatore                                                                                     | Capocannoniere (tra parentesi il numero dei gol segnati) |
| ----------------- | ---------------------------------------------------------------------------------------------- | -------------------------------------------------------- |
| Alianza Petrolera | César Torres (1-19) Dayron Montesino (20-Liguilla)                                             | César Arias (3)                                          |
| América de Cali   | Alexandre Guimarães (1-8) Juan Cruz Real (9-Play-Off)                                          | Adrián Ramos (5)                                         |
| Atl. Bucaramanga  | José Manuel Rodríguez (1-5) Jorge Amado Nunes (interim) (6) Guillermo Sanguinetti (7-Liguilla) | Diego Herazo (8)                                         |
| Atl. Nacional     | Juan Carlos Osorio (1-20) Alejandro Restrepo (Play-Off)                                        | Andrés Andrade (7)                                       |
| Atl. Junior       | Julio Comesaña (1-8) Luis Amaranto Perea (9-Play-Off)                                          | Miguel Borja (11)                                        |
| Boyacá Chicó      | Jhon Jaime Gómez (1-8) Belmer Aguilar (9-Liguilla)                                             | Mateo Palacios (4)                                       |
| Cúcuta Deportivo  | Jairo Patiño (1-5) Jorge Artigas (6-17) David Suárez (18-20)                                   | Jefferson Ramos (5)                                      |
| Dep. Tolima       | Hernán Torres                                                                                  | Andrey Estupiñán (6)                                     |
| Dep. Cali         | Alfredo Arias                                                                                  | Agustín Palavecino (9)                                   |
| Dep. Pasto        | Diego Corredor                                                                                 | Jhon Pajoy (5)                                           |
| Dep. Pereira      | Néstor Craviotto (1-15) Alexis Márquez (16-Liguilla)                                           | Jairo Molina (4)                                         |
| Envigado          | José Arastey                                                                                   | Yeison Guzmán Neyder Moreno (5)                          |
| Ind. Medellín     | Aldo Bobadilla (1-10) Javier Álvarez (11-Liguilla)                                             | Javier Reina (4)                                         |
| Jaguares          | Juan Cruz Real (1-8) Alberto Suárez (9-Liguilla)                                               | Diomar Díaz (4)                                          |
| La Equidad        | Alexis García                                                                                  | Matías Mier (9)                                          |
| Millionarios      | Alberto Gamero                                                                                 | Cristian Arango Ayron del Valle (7)                      |
| Once Caldas       | Hubert Bodhert                                                                                 | Roberto Ovelar (6)                                       |
| Patriotas Boyacá  | Nelson Gómez (1-20) Abel Segovia (Liguilla)                                                    | Juan David Castañeda (3)                                 |
| Rionegro Águilas  | Francesco Stifano                                                                              | Jáder Obrian (11)                                        |
| Santa Fe          | Harold Rivera                                                                                  | Jorge Luis Ramos (6)                                     |

## Prima fase

### Classifica
Le prime otto squadre si sono qualificate per la fase finale. Le restanti dodici sono state aggregate in una Liguilla per determinare la squadra che si classificherà per la Coppa Sudamericana 2021 (COL 4).
| Pos | Squadra                | Pti. | G  | V  | N  | P  | GF | GS | DR  |
| --- | ---------------------- | ---- | -- | -- | -- | -- | -- | -- | --- |
| 1.  | Santa Fe               | 40   | 20 | 11 | 7  | 2  | 34 | 17 | +17 |
| 2.  | Deportes Tolima        | 37   | 20 | 10 | 7  | 3  | 30 | 16 | +14 |
| 3.  | Atlético Nacional      | 35   | 20 | 10 | 5  | 5  | 39 | 31 | +8  |
| 4.  | Deportivo Cali         | 34   | 20 | 8  | 10 | 2  | 32 | 23 | +9  |
| 5.  | Deportivo Pasto        | 34   | 20 | 9  | 7  | 4  | 27 | 19 | +8  |
| 6.  | Atlético Junior        | 33   | 20 | 8  | 9  | 3  | 27 | 17 | +10 |
| 7.  | América de Cali        | 33   | 20 | 9  | 6  | 5  | 31 | 22 | +9  |
| 8.  | La Equidad             | 32   | 20 | 9  | 5  | 6  | 30 | 23 | +7  |
| 9.  | Rionegro Águilas       | 31   | 20 | 8  | 7  | 5  | 27 | 21 | +6  |
| 10. | Millonarios            | 30   | 20 | 7  | 9  | 4  | 29 | 21 | +8  |
| 11. | Once Caldas            | 29   | 20 | 6  | 11 | 3  | 23 | 20 | +3  |
| 12. | Envigado               | 23   | 20 | 5  | 8  | 7  | 22 | 25 | -3  |
| 13. | Atlético Bucaramanga   | 21   | 20 | 5  | 6  | 9  | 16 | 26 | -10 |
| 14. | Independiente Medellín | 20   | 20 | 5  | 5  | 10 | 22 | 28 | -6  |
| 15. | Alianza Petrolera      | 19   | 20 | 5  | 4  | 11 | 22 | 35 | -13 |
| 16. | Deportivo Pereira      | 18   | 20 | 4  | 6  | 10 | 17 | 24 | -7  |
| 17. | Jaguares               | 17   | 20 | 3  | 8  | 9  | 21 | 30 | -9  |
| 18  | Patriotas Boyacá       | 17   | 20 | 3  | 8  | 9  | 10 | 21 | -11 |
| 19. | Boyacá Chicó           | 15   | 20 | 4  | 3  | 13 | 13 | 33 | -20 |
| 20  | Cúcuta Deportivo       | 14   | 20 | 3  | 5  | 12 | 18 | 38 | -20 |

Note:
Fonti: DIMAYOR; FlashScore
Tre punti a vittoria, uno a pareggio, zero a sconfitta.
A parità di punti valgono in ordine i seguenti criteri: 1) differenza reti; 2) gol segnati; 3) gol segnati fuori casa; 4) gol subiti fuori casa; 5) tempo di gioco effettivo; 6) sorteggio.

### Risultati
| Dep. Tolima      | 2 - 2 | Ind. Medellín     | 23.1.2020 | Once Caldas       | 1 - 1 | Atl. Bucaramanga | 28.1.2020 | Atl. Bucaramanga  | 0 - 0 | Dep. Tolima   | 1.2.2020 |
| Rionegro Águilas | 2 - 0 | Jaguares          | 24.1.2020 | Ind. Medellín     | 2 - 1 | Rionegro Águilas | 28.1.2020 | Atl. Junior       | 1 - 0 | Ind. Medellín | 1.2.2020 |
| Once Caldas      | 0 - 0 | Santa Fe          | 24.1.2020 | Dep. Cali         | 0 - 0 | Atl. Junior      | 28.1.2020 | Atl. Nacional     | 1 - 2 | Jaguares      | 1.2.2020 |
| Envigado         | 1 - 0 | Boyacá Chicó      | 25.1.2020 | Jaguares          | 2 - 2 | América de Cali  | 29.1.2020 | Dep. Pereira      | 2 - 0 | Cúcuta Dep.   | 2.2.2020 |
| Atl. Bucaramanga | 0 - 2 | Dep. Cali         | 25.1.2020 | Boyacá Chicó      | 1 - 0 | Patriotas        | 29.1.2020 | Millionarios      | 2 - 2 | La Equidad    | 2.2.2020 |
| Atl. Junior      | 2 - 0 | La Equidad        | 25.1.2020 | La Equidad        | 3 - 4 | Atl. Nacional    | 29.1.2020 | América de Cali   | 1 - 0 | Boyacá Chicó  | 2.2.2020 |
| América de Cali  | 3 - 1 | Alianza Petrolera | 25.1.2020 | Alianza Petrolera | 1 - 0 | Dep. Pereira     | 30.1.2020 | Alianza Petrolera | 0 - 1 | Dep. Pasto    | 3.2.2020 |
| Patriotas        | 1 - 1 | Cúcuta Dep.       | 26.1.2020 | Santa Fe          | 1 - 1 | Envigado         | 30.1.2020 | Rionegro Águilas  | 1 - 0 | Santa Fe      | 3.2.2020 |
| Atl. Nacional    | 2 - 0 | Dep. Pereira      | 26.1.2020 | Cúcuta Dep.       | 1 - 1 | Millionarios     | 30.1.2020 | Envigado          | 0 - 1 | Once Caldas   | 4.2.2020 |
| Millionarios     | 1 - 2 | Dep. Pasto        | 26.1.2020 | Dep. Pasto        | 1 - 3 | Dep. Tolima      | 13.9.2020 | Patriotas         | 0 - 0 | Dep. Cali     | 4.2.2020 |

| Ind. Medellín | 3 - 1 | Patriotas         | 7.2.2020  | Rionegro Águilas  | 1 - 1 | Dep. Tolima      | 14.2.2020 | Dep. Pasto       | 1 - 0 | Envigado          | 21.2.2020 |
| Dep. Pasto    | 4 - 0 | Atl. Bucaramanga  | 7.2.2020  | Alianza Petrolera | 1 - 0 | La Equidad       | 14.2.2020 | Santa Fe         | 2 - 0 | América de Cali   | 21.2.2020 |
| Dep. Tolima   | 3 - 0 | Envigado          | 7.2.2020  | América de Cali   | 2 - 0 | Ind. Medellín    | 15.2.2020 | Boyacá Chicó     | 0 - 1 | Dep. Pereira      | 22.2.2020 |
| Cúcuta Dep.   | 0 - 2 | Alianza Petrolera | 8.2.2020  | Millionarios      | 2 - 1 | Boyacá Chicó     | 15.2.2020 | Ind. Medellín    | 1 - 3 | Atl. Nacional     | 22.2.2020 |
| Dep. Cali     | 2 - 1 | América de Cali   | 8.2.2020  | Atl. Nacional     | 2 - 2 | Dep. Cali        | 15.2.2020 | Dep. Tolima      | 0 - 0 | Atl. Junior       | 22.2.2020 |
| Santa Fe      | 3 - 1 | Atl. Junior       | 8.2.2020  | Patriotas         | 0 - 2 | Santa Fe         | 16.2.2020 | La Equidad       | 4 - 1 | Cúcuta Dep.       | 23.2.2020 |
| La Equidad    | 3 - 3 | Dep. Pereira      | 9.2.2020  | Envigado          | 4 - 0 | Atl. Bucaramanga | 16.2.2020 | Atl. Bucaramanga | 2 - 0 | Rionegro Águilas  | 23.2.2020 |
| Jaguares      | 4 - 1 | Millionarios      | 9.2.2020  | Atl. Junior       | 0 - 0 | Once Caldas      | 16.2.2020 | Once Caldas      | 0 - 0 | Patriotas         | 23.2.2020 |
| Once Caldas   | 1 - 1 | Rionegro Águilas  | 10.2.2020 | Cúcuta Dep.       | 0 - 0 | Dep. Pasto       | 16.2.2020 | Jaguares         | 1 - 3 | Alianza Petrolera | 24.2.2020 |
| Boyacá Chicó  | 0 - 3 | Atl. Nacional     | 11.2.2020 | Dep. Pereira      | 1 - 0 | Jaguares         | 18.2.2020 | Dep. Cali        | 1 - 1 | Millionarios      | 12.9.2020 |

| Atl. Junior       | 3 - 2 | Jaguares         | 28.2.2020 | Dep. Cali        | 2 - 2 | Dep. Pereira      | 6.3.2020  | La Equidad        | 4 - 0 | Boyacá Chicó     | 18.9.2020 |
| Patriotas         | 1 - 1 | Boyacá Chicó     | 29.2.2020 | Once Caldas      | 1 - 1 | América de Cali   | 7.3.2020  | Patriotas         | 0 - 1 | Envigado         | 19.9.2020 |
| Atl. Nacional     | 1 - 1 | Ind. Medellín    | 29.2.2020 | Ind. Medellín    | 1 - 0 | Millionarios      | 7.3.2020  | Dep. Pereira      | 1 - 2 | Santa Fe         | 19.9.2020 |
| América de Cali   | 1 - 1 | Dep. Cali        | 29.2.2020 | Atl. Bucaramanga | 1 - 1 | Atl. Junior       | 7.3.2020  | Alianza Petrolera | 1 - 0 | Ind. Medellín    | 19.9.2020 |
| Alianza Petrolera | 0 - 1 | Dep. Tolima      | 29.2.2020 | Boyacá Chicó     | 2 - 2 | Alianza Petrolera | 8.3.2020  | Millionarios      | 1 - 3 | Once Caldas      | 19.9.2020 |
| Dep. Pasto        | 1 - 2 | La Equidad       | 1.3.2020  | Envigado         | 2 - 2 | Rionegro Águilas  | 8.3.2020  | Dep. Pasto        | 2 - 0 | Jaguares         | 20.9.2020 |
| Rionegro Águilas  | 1 - 1 | Envigado         | 1.3.2020  | Santa Fe         | 2 - 2 | Atl. Nacional     | 8.3.2020  | América de Cali   | 2 - 1 | Atl. Bucaramanga | 20.9.2020 |
| Cúcuta Dep.       | 0 - 1 | Atl. Bucaramanga | 1.3.2020  | Dep. Tolima      | 1 - 0 | Patriotas         | 8.3.2020  | Atl. Junior       | 2 - 1 | Rionegro Águilas | 20.9.2020 |
| Dep. Pereira      | 1 - 3 | Once Caldas      | 1.3.2020  | Jaguares         | 0 - 3 | Cúcuta Dep.       | 10.3.2020 | Cúcuta Dep.       | 3 - 3 | Dep. Cali        | 22.9.2020 |
| Millionarios      | 0 - 0 | Santa Fe         | 3.3.2020  | La Equidad       | 1 - 1 | Dep. Pasto        | 10.3.2020 | Atl. Nacional     | 1 - 2 | Dep. Tolima      | 30.9.2020 |

| Jaguares         | 2 - 0 | La Equidad        | 25.9.2020 | Alianza Petrolera | 1 - 1 | Once Caldas      | 2.10.2020 | Santa Fe         | 4 - 1 | Alianza Petrolera | 6.10.2020 |
| Once Caldas      | 2 - 0 | Atl. Nacional     | 25.9.2020 | Cúcuta Dep.       | 2 - 3 | Santa Fe         | 2.10.2020 | Once Caldas      | 2 - 2 | Dep. Pereira      | 6.10.2020 |
| Atl. Bucaramanga | 1 - 1 | Patriotas         | 26.9.2020 | Millionarios      | 0 - 0 | Atl. Bucaramanga | 2.10.2020 | Dep. Tolima      | 2 - 2 | Millionarios      | 6.10.2020 |
| Envigado         | 1 - 0 | Atl. Junior       | 26.9.2020 | Dep. Pasto        | 2 - 1 | Boyacá Chicó     | 3.10.2020 | Atl. Bucaramanga | 1 - 2 | Atl. Nacional     | 6.10.2020 |
| Dep. Tolima      | 1 - 0 | América de Cali   | 26.9.2020 | Jaguares          | 0 - 0 | Dep. Cali        | 3.10.2020 | Dep. Cali        | 1 - 0 | La Equidad        | 7.10.2020 |
| Boyacá Chicó     | 0 - 2 | Cúcuta Dep.       | 27.9.2020 | Dep. Pereira      | 0 - 0 | Dep. Tolima      | 3.10.2020 | Envigado         | 1 - 1 | América de Cali   | 7.10.2020 |
| Dep. Cali        | 2 - 0 | Alianza Petrolera | 27.9.2020 | Atl. Nacional     | 3 - 2 | Envigado         | 3.10.2020 | Atl. Junior      | 0 - 1 | Dep. Pasto        | 7.10.2020 |
| Ind. Medellín    | 1 - 1 | Dep. Pereira      | 27.9.2020 | Patriotas         | 0 - 0 | Atl. Junior      | 4.10.2020 | Rionegro Águilas | 3 - 0 | Patriotas         | 8.10.2020 |
| Santa Fe         | 1 - 1 | Millionarios      | 27.9.2020 | América de Cali   | 3 - 1 | Rionegro Águilas | 4.10.2020 | Boyacá Chicó     | 1 - 0 | Jaguares          | 8.10.2020 |
| Rionegro Águilas | 1 - 1 | Dep. Pasto        | 29.9.2020 | La Equidad        | 1 - 0 | Ind. Medellín    | 4.10.2020 | Ind. Medellín    | 4 - 1 | Cúcuta Dep.       | 8.10.2020 |

| La Equidad        | 2 - 0 | Once Caldas      | 10.10.2020 | Patriotas        | 1 - 1 | Dep. Pasto        | 14.10.2020 | Boyacá Chicó      | 1 - 1 | Once Caldas      | 17.10.2020 |
| Dep. Pereira      | 1 - 1 | Envigado         | 10.10.2020 | Dep. Cali        | 3 - 1 | Boyacá Chicó      | 14.10.2020 | Cúcuta Dep.       | 1 - 0 | Envigado         | 17.10.2020 |
| Dep. Pasto        | 1 - 1 | Dep. Cali        | 10.10.2020 | Once Caldas      | 1 - 1 | Cúcuta Dep.       | 14.10.2020 | Millionarios      | 1 - 0 | Patriotas        | 17.10.2020 |
| Atl. Nacional     | 2 - 2 | Atl. Junior      | 10.10.2020 | Envigado         | 1 - 2 | Millionarios      | 14.10.2020 | La Equidad        | 2 - 1 | Atl. Bucaramanga | 18.10.2020 |
| Cúcuta Dep.       | 0 - 3 | Dep. Tolima      | 11.10.2020 | Atl. Junior      | 1 - 1 | América de Cali   | 14.10.2020 | Dep. Pereira      | 0 - 2 | Atl. Junior      | 18.10.2020 |
| Boyacá Chicó      | 1 - 0 | Ind. Medellín    | 11.10.2020 | Santa Fe         | 1 - 0 | La Equidad        | 15.10.2020 | Jaguares          | 1 - 1 | Dep. Tolima      | 18.10.2020 |
| América de Cali   | 3 - 0 | Patriotas        | 11.10.2020 | Ind. Medellín    | 1 - 1 | Jaguares          | 15.10.2020 | Atl. Nacional     | 2 - 2 | América de Cali  | 18.10.2020 |
| Millionarios      | 0 - 0 | Rionegro Águilas | 11.10.2020 | Dep. Tolima      |       | Alianza Petrolera | 15.10.2020 | Dep. Pasto        | 2 - 1 | Ind. Medellín    | 18.10.2020 |
| Alianza Petrolera |       | Atl. Bucaramanga | 12.10.2020 | Rionegro Águilas | 2 - 3 | Atl. Nacional     | 15.10.2020 | Alianza Petrolera | 0 - 1 | Rionegro Águilas | 19.10.2020 |
| Jaguares          | 1 - 1 | Santa Fe         | 12.10.2020 | Atl. Bucaramanga | 1 - 0 | Dep. Pereira      | 15.10.2020 | Dep. Cali         | 3 - 2 | Santa Fe         | 19.10.2020 |

| Once Caldas      | 2 - 1 | Jaguares          | 24.10.2020 | Jaguares          | 0 - 0 | Envigado         | 31.10.2020 | Santa Fe         | 3 - 0 | Ind. Medellín     | 5.11.2020 |
| Dep. Tolima      | 1 - 2 | La Equidad        | 24.10.2020 | Millionarios      | 3 - 0 | Atl. Nacional    | 31.10.2020 | Envigado         | 1 - 1 | La Equidad        | 6.11.2020 |
| Atl. Junior      | 1 - 1 | Millionarios      | 24.10.2020 | Dep. Cali         | 1 - 2 | Dep. Tolima      | 31.10.2020 | Rionegro Águilas | 2 - 1 | Cúcuta Dep.       | 6.11.2020 |
| Envigado         | 3 - 3 | Alianza Petrolera | 25.10.2020 | La Equidad        | 0 - 0 | Rionegro Águilas | 1.11.2020  | Patriotas        | 1 - 0 | Dep. Pereira      | 7.11.2020 |
| Patriotas        | 2 - 1 | Atl. Nacional     | 25.10.2020 | Cúcuta Dep.       | 1 - 4 | Atl. Junior      | 1.11.2020  | Atl. Bucaramanga | 2 - 2 | Jaguares          | 7.11.2020 |
| Santa Fe         | 3 - 1 | Boyacá Chicó      | 25.10.2020 | Dep. Pasto        | 1 - 1 | Santa Fe         | 1.11.2020  | Dep. Tolima      | 2 - 0 | Boyacá Chicó      | 7.11.2020 |
| América de Cali  | 3 - 2 | Dep. Pasto        | 25.10.2020 | Ind. Medellín     | 1 - 1 | Once Caldas      | 1.11.2020  | América de Cali  | 0 - 2 | Millionarios      | 7.11.2020 |
| Ind. Medellín    | 2 - 3 | Dep. Cali         | 25.10.2020 | Boyacá Chicó      | 1 - 0 | Atl. Bucaramanga | 2.11.2020  | Once Caldas      | 1 - 1 | Dep. Cali         | 8.11.2020 |
| Rionegro Águilas | 1 - 0 | Dep. Pereira      | 26.10.2020 | Dep. Pereira      | 0 - 1 | América de Cali  | 2.11.2020  | Atl. Junior      | 2 - 1 | Alianza Petrolera | 8.11.2020 |
| Atl. Bucaramanga | 1 - 0 | Cúcuta Dep.       | 26.10.2020 | Alianza Petrolera | 0 - 0 | Patriotas        | 3.11.2020  | Atl. Nacional    | 1 - 0 | Dep. Pasto        | 8.11.2020 |

| 19ª giornata      | 19ª giornata | 19ª giornata     | 19ª giornata |                  | 20ª giornata | 20ª giornata      | 20ª giornata | 20ª giornata |
| Locali            | R            | Ospiti           | Data         | Locali           | R            | Ospiti            | Data         |              |
| ----------------- | ------------ | ---------------- | ------------ | ---------------- | ------------ | ----------------- | ------------ | ------------ |
| La Equidad        | 1 - 0        | Patriotas        | 10.11.2020   | Patriotas        | 2 - 0        | Jaguares          | 14.11.2020   |              |
| Ind. Medellín     | 1 - 0        | Atl. Bucaramanga | 10.11.2020   | Envigado         | 2 - 1        | Ind. Medellín     | 14.11.2020   |              |
| Dep. Pereira      | 0 - 2        | Millionarios     | 10.11.2020   | Atl. Bucaramanga | 1 - 2        | Santa Fe          | 14.11.2020   |              |
| Santa Fe          | 1 - 0        | Dep. Tolima      | 10.11.2020   | Millionarios     | 6 - 1        | Alianza Petrolera | 15.11.2020   |              |
| Dep. Cali         | 3 - 0        | Envigado         | 11.11.2020   | América de Cali  | 1 - 2        | La Equidad        | 15.11.2020   |              |
| Jaguares          | 2 - 2        | Atl. Junior      | 11.11.2020   | Dep. Pereira     | 1 - 1        | Dep. Pasto        | 15.11.2020   |              |
| Boyacá Chicó      | 1 - 2        | Rionegro Águilas | 11.11.2020   | Atl. Junior      | 3 - 0        | Boyacá Chicó      | 15.11.2020   |              |
| Alianza Petrolera | 2 - 3        | Atl. Nacional    | 11.11.2020   | Rionegro Águilas | 4 - 1        | Dep. Cali         | 15.11.2020   |              |
| Dep. Pasto        | 2 - 1        | Once Caldas      | 12.11.2020   | Dep. Tolima      | 2 - 3        | Once Caldas       | 15.11.2020   |              |
| Cúcuta Dep.       | 0 - 3        | América de Cali  | 12.11.2020   | Atl. Nacional    | 3 - 0        | Cúcuta Dep.       | 15.11.2020   |              |

## Fase finale
Il sorteggio per gli accoppiamenti delle otto squadre classificatesi alla fase finale si è tenuto il 16 novembre 2020. Il sorteggio ha tenuto conto della posizione ottenuta nella prima fase. La squadra miglior classificata in ogni singolo accoppiamento ha il vantaggio di giocare la gara di ritorno in casa.

### Tabellone
|  | Quarti di finale | Quarti di finale  | Quarti di finale | Quarti di finale | Quarti di finale |  |  | Semifinali | Semifinali      | Semifinali | Semifinali      | Semifinali |   |   | Finale | Finale   | Finale | Finale | Finale |  |
|  |                  |                   |                  |                  |                  |  |  |            |                 |            |                 |            |   |   |        |          |        |        |        |  |
|  | 5                | Deportivo Pasto   | 1                | 0                | 1                |  |  |            |                 |            |                 |            |   |   |        |          |        |        |        |  |
|  | 1                | Santa Fe          | 0                | 2                | 2                |  |  | 1          | Santa Fe        | 1          | 2               | 3          |   |   |        |          |        |        |        |  |
|  | 8                | La Equidad        | 1                | 1                | 2                |  |  | 8          | La Equidad      | 1          | 1               | 2          |   |   |        |          |        |        |        |  |
|  | 4                | Deportivo Cali    | 1                | 0                | 1                |  |  |            |                 |            |                 |            |   |   | 1      | Santa Fe | 0      | 2      | 2      |  |
|  | 6                | Atlético Junior   | 1                | 1                | 2                |  |  |            |                 | 7          | América de Cali | 3          | 0 | 3 |        |          |        |        |        |  |
|  | 2                | Deportes Tolima   | 0                | 0                | 0                |  |  | 7          | América de Cali | 0          | 2               | 2          |   |   |        |          |        |        |        |  |
|  | 7                | América de Cali   | 1                | 3                | 4                |  |  | 6          | Atlético Junior | 0          | 1               | 1          |   |   |        |          |        |        |        |  |
|  | 3                | Atlético Nacional | 2                | 0                | 2                |  |  |            |                 |            |                 |            |   |   |        |          |        |        |        |  |

#### Quarti di finale
| Pasto 22 novembre 2020, ore 20:10 UTC-5 Quarti di finale (andata) | Deportivo Pasto | 1 – 0 referto | Santa Fe | Stadio Departemental Libertad |

| Bogotà 29 novembre 2020, ore 17:30 UTC-5 Quarti di finale (ritorno) | Santa Fe | 2 – 0 referto | Deportivo Pasto | Stadio Nemesio Camacho |

| Barranquilla 22 novembre 2020, ore 18:05 UTC-5 Quarti di finale (andata) | Atlético Junior | 1 – 0 referto | Deportes Tolima | Stadio metropolitano Roberto Meléndez |

| Ibagué 29 novembre 2020, ore 20:00 UTC-5 Quarti di finale (ritorno) | Deportes Tolima | 0 – 1 referto | Atlético Junior | Stadio Manuel Murillo Toro |

| Cali 21 novembre 2020, ore 20:00 UTC-5 Quarti di finale (andata) | América de Cali | 1 – 2 referto | Atlético Nacional | Stadio Olimpico Pascual Guerrero |

| Medellín 28 novembre 2020, ore 20:00 UTC-5 Quarti di finale (ritorno) | Atlético Nacional | 0 – 3 referto | América de Cali | Stadio Atanasio Girardot |

| Bogotà 21 novembre 2020, ore 17:30 UTC-5 Quarti di finale (andata) | La Equidad | 1 – 1 referto | Deportivo Cali | Stadio Metropolitano de Techo |

| Palmira 28 novembre 2020, ore 17:30 UTC-5 Quarti di finale (ritorno) | Deportivo Cali | 0 – 1 referto | La Equidad | Stadio Deportivo Cali |

#### semifinale
| Bogotà 5 dicembre 2020, ore 20:00 UTC-5 Semifinale (andata) | La Equidad | 1 – 1 referto | Santa Fe | Stadio Metropolitano de Techo |

| Bogotà 12 dicembre 2020, ore 19:30 UTC-5 Semifinale (ritorno) | Santa Fe | 2 – 1 referto | La Equidad | Stadio Nemesio Camacho |

| Cali 6 dicembre 2020, ore 20:00 UTC-5 Semifinale (andata) | América de Cali | 0 – 0 referto | Atlético Junior | Stadio Olimpico Pascual Guerrero |

| Barranquilla 13 dicembre 2020, ore 20:00 UTC-5 Semifinale (ritorno) | Atlético Junior | 1 – 2 referto | América de Cali | Stadio metropolitano Roberto Meléndez |

#### Finale
| Arbitro: | Ortega |

|                                          |           |  |
| Y. Cabrera 24’ Vergara 62’ S. Moreno 79’ | Marcatori |  |

| Arbitro: | Roldan |

|                                   |           |  |
| J. Palacios 45’ F. Sambueza 45+3’ | Marcatori |  |

## Liguilla
In contemporanea con la fase finale del torneo si disputa la Liguilla delle squadre escluse da tale tabellone. La vincente di tale Liguilla ha così acquisito il diritto di partecipare ad una successiva sfida spareggio per ottenere un posto per la Coppa Sudamericana 2021. Le dodici squadre partecipanti sono state divise in due gruppi di quattro squadre ed uno di tre squadre (dopo l'esclusione del Cúcuta Deportivo), che disputano gare si sola andata con le altre appartenenti allo stesso gruppo. Le migliori tre squadre di ogni gruppo insieme alla miglior seconda sono quindi passate a disputare le semifinali.

### Gruppo A

#### Classifica
| Pos | Squadra                | Pti. | G | V | N | P | GF | GS | DR |
| --- | ---------------------- | ---- | - | - | - | - | -- | -- | -- |
| 1.  | Deportivo Pereira      | 7    | 3 | 2 | 1 | 0 | 5  | 3  | +2 |
| 2.  | Rionegro Águilas       | 5    | 3 | 1 | 2 | 0 | 5  | 4  | +1 |
| 3.  | Independiente Medellín | 3    | 3 | 1 | 0 | 2 | 5  | 4  | +1 |
| 4.  | Envigado               | 1    | 3 | 0 | 1 | 2 | 1  | 5  | -4 |

#### Risultati
| Rionegro Águilas | 1 - 1 | Envigado     | 26.11.2020 | Dep. Pereira | 2 - 2 | Rionegro Águilas | 1.12.2020 | Rionegro Águilas | 2 - 1 | Ind. Medellín | 9.12.2020 |
| Ind. Medellín    | 1 - 2 | Dep. Pereira | 27.11.2020 | Envigado     | 0 - 3 | Ind. Medellín    | 2.12.2020 | Envigado         | 0 - 1 | Dep. Pereira  | 9.12.2020 |

### Gruppo B

#### Classifica
| Pos | Squadra          | Pti. | G | V | N | P | GF | GS | DR |
| --- | ---------------- | ---- | - | - | - | - | -- | -- | -- |
| 1.  | Millonarios      | 9    | 3 | 3 | 0 | 0 | 10 | 4  | +6 |
| 2.  | Once Caldas      | 6    | 3 | 2 | 0 | 1 | 5  | 5  | 0  |
| 3.  | Patriotas Boyacá | 3    | 3 | 1 | 0 | 2 | 5  | 6  | -1 |
| 4.  | Boyacá Chicó     | 0    | 3 | 0 | 0 | 3 | 1  | 6  | -5 |

#### Risultati
| Millonarios  | 5 - 2 | Once Caldas | 27.11.2020 | Patriotas   | 2 - 3 | Millonarios  | 4.12.2020 | Millonarios | 2 - 0 | Boyacá Chicó | 9.12.2020 |
| Boyacá Chicó | 1 - 3 | Patriotas   | 30.11.2020 | Once Caldas | 1 - 0 | Boyacá Chicó | 5.12.2020 | Once Caldas | 2 - 0 | Patriotas    | 9.12.2020 |

### Gruppo C

#### Classifica
| Pos | Squadra              | Pti. | G | V | N | P | GF | GS | DR |
| --- | -------------------- | ---- | - | - | - | - | -- | -- | -- |
| 1.  | Atlético Bucaramanga | 4    | 2 | 1 | 1 | 0 | 3  | 2  | +1 |
| 2.  | Jaguares             | 2    | 2 | 0 | 2 | 0 | 2  | 2  | 0  |
| 3.  | Alianza Petrolera    | 1    | 2 | 0 | 1 | 1 | 4  | 5  | -1 |

#### Risultati
| Atl. Bucaramanga | 3 - 2           | Alianza Petrolera | 26.11.2021      | Jaguares                 | 0 - 0                    | Atl. Bucaramanga         | 3.12.2020                | Alianza Petrolera       | 2 - 2                   | Jaguares                | 9.12.2020               |
| riposa Jaguares  | riposa Jaguares | riposa Jaguares   | riposa Jaguares | riposa Alianza Petrolera | riposa Alianza Petrolera | riposa Alianza Petrolera | riposa Alianza Petrolera | riposa Atl. Bucaramanga | riposa Atl. Bucaramanga | riposa Atl. Bucaramanga | riposa Atl. Bucaramanga |

### Classifica delle seconde classificate
La migliore tra le seconde classificate si è qualificata per le semifinali della liguilla delle squadre eliminate. Dato che il gruppo C era composto di sole tre squadre, tale classifica ha tenuto conto il rapporto tra punti ottenuti e partite giocate.
| Pos | Squadra          | Pti./PG | Pti. | G | V | N | P | GF | GS | DR |
| --- | ---------------- | ------- | ---- | - | - | - | - | -- | -- | -- |
| 1.  | Once Caldas      | 2.00    | 6    | 3 | 2 | 0 | 1 | 5  | 5  | 0  |
| 2.  | Rionegro Águilas | 1.67    | 5    | 3 | 1 | 2 | 0 | 5  | 4  | +1 |
| 3.  | Jaguares         | 1.00    | 2    | 2 | 0 | 2 | 0 | 2  | 2  | 0  |

### Semifinali
Le semifinali della Liguilla si sono disputate su gara unica giocata in casa della squadra che ha ottenuto più punti tra la prima fase del campionato e la fase a gruppi della Liguilla.
| Arbitro: | Diego Escalante |

|                                                |                      |                                              |
| Navarro 33’                                    | Marcatori            | 19’ Herazo                                   |
| Álvarez Navarro Lopera Cano De La Rosa Córdoba | Tiri di rigore 3 – 2 | Herazo Torres Gutiérrez Manzano Pérez Makuka |

| Arbitro: | Edilson Ariza |

|                                                         |                      |                                                     |
| Silva Vargas Perlaza Abadía De Los Santos Montoya Román | Tiri di rigore 7 – 6 | Moreno Lemos Hernández García Correa Mosquera Gómez |

### Finale
| Arbitro: | Mario Herrera |

|             |           |  |
| Salazar 32’ | Marcatori |  |

Il Millonarios, vincendo la finale, accede allo spareggio di ripescaggio per la Coppa Sudamericana 2021, contro il Deportivo Cali.

## Ripescaggio per la Coppa Sudamericana
Il vincitore della Liguilla, il Millonarios, si è scontrato in gara unica con il Deportivo Cali (quarta miglior classificata nella tabla de reclasificación non qualificatasi alla Coppa Libertadores 2021) per determinare l'ultima squadra a qualificarsi per la Coppa Sudamericana 2021.
| Arbitro: | Alexander Ospina |

|                                     |                      |                                    |
| Palavecino 63’                      | Marcatori            | 37’ Salazar                        |
| Vásquez Valencia Andrade Palavecino | Tiri di rigore 4 – 3 | Quiñones Guerra Román Godoy Abadía |

## Reclasificación
La tabla de reclasificación tiene conto della somma dei punti totalizzati dalle squadre di Primera División (incluse le fasi finali) e ha lo scopo di definire le squadre classificate alle coppe internazionali della CONMEBOL.
| Pos | Squadra                     | Pti. | G  | V  | N  | P  | GF | GS | DR  |
| --- | --------------------------- | ---- | -- | -- | -- | -- | -- | -- | --- |
| 1.  | Santa Fe                    | 50   | 26 | 14 | 8  | 4  | 41 | 23 | +18 |
| 2.  | América de Cali (C)         | 43   | 26 | 12 | 7  | 7  | 40 | 27 | +13 |
| 3.  | Atlético Junior (SL)        | 40   | 24 | 10 | 10 | 4  | 30 | 19 | +11 |
| 4.  | Atlético Nacional           | 38   | 22 | 11 | 5  | 6  | 41 | 35 | +6  |
| 5.  | Deportes Tolima             | 37   | 22 | 10 | 7  | 5  | 30 | 18 | +12 |
| 6.  | La Equidad                  | 37   | 24 | 10 | 7  | 7  | 34 | 27 | +7  |
| 7.  | Deportivo Pasto             | 37   | 22 | 10 | 7  | 5  | 28 | 21 | +7  |
| 8.  | Deportivo Cali              | 35   | 22 | 8  | 11 | 3  | 33 | 25 | +8  |
| 9.  | Rionegro Águilas            | 31   | 20 | 8  | 7  | 5  | 27 | 21 | +6  |
| 10. | Millonarios                 | 30   | 20 | 7  | 9  | 4  | 29 | 21 | +8  |
| 11. | Once Caldas                 | 29   | 20 | 6  | 11 | 3  | 23 | 20 | +3  |
| 12. | Envigado                    | 23   | 20 | 5  | 8  | 7  | 22 | 25 | -3  |
| 13. | Atlético Bucaramanga        | 21   | 20 | 5  | 6  | 9  | 16 | 26 | -10 |
| 14. | Independiente Medellín (CC) | 20   | 20 | 5  | 5  | 10 | 22 | 28 | -6  |
| 15. | Alianza Petrolera           | 19   | 20 | 5  | 4  | 11 | 22 | 35 | -13 |
| 16. | Deportivo Pereira           | 18   | 20 | 4  | 6  | 10 | 17 | 24 | -7  |
| 17. | Jaguares                    | 17   | 20 | 3  | 8  | 9  | 21 | 30 | -9  |
| 18  | Patriotas Boyacá            | 17   | 20 | 3  | 8  | 9  | 10 | 21 | -11 |
| 19. | Boyacá Chicó                | 15   | 20 | 4  | 3  | 13 | 13 | 33 | -20 |
| 20  | Cúcuta Deportivo            | 14   | 20 | 3  | 5  | 12 | 18 | 38 | -20 |

Note:
Fonti: DIMAYOR; FlashScore
      Classificata alla Coppa Libertadores 2021 (fase a gironi).
      Classificata alla Coppa Libertadores 2021 (seconda fase).
      Classificata alla Coppa Sudamericana 2021 (prima fase).
      Classificata alla Coppa Sudamericana 2022 (prima fase).
(C) Vincitrice del campionato.
(CC) Vincitrice della Coppa Colombia 2020.
(SL) Vincitrice della Superliga de Colombia 2020.

## Retrocessioni
La DIMAYOR ha deciso che in questa stagione non vi saranno retrocessioni, che saranno posticipate al primo semestre della stagione 2021. Tuttavia le partite disputate in questa stagione da ogni squadra concorreranno a determinare le retrocessioni della prossima stagione.
| Pos | Squadra                | PT  | 2018 | 2019 | 2020 | PG | GF  | GS  | DR  |
| --- | ---------------------- | --- | ---- | ---- | ---- | -- | --- | --- | --- |
| 1.  | Deportes Tolima        | 173 | 72   | 64   | 37   | 98 | 137 | 84  | +53 |
| 2.  | Atlético Nacional      | 169 | 71   | 66   | 32   | 97 | 140 | 97  | +43 |
| 3.  | Deportivo Cali         | 159 | 58   | 67   | 34   | 98 | 133 | 97  | +36 |
| 4.  | Atlético Junior        | 158 | 62   | 63   | 33   | 98 | 118 | 77  | +41 |
| 5.  | Independiente Medellín | 148 | 69   | 59   | 20   | 98 | 145 | 120 | +25 |
| 6.  | Once Caldas            | 148 | 63   | 56   | 29   | 98 | 120 | 98  | +22 |
| 7.  | Millonarios            | 148 | 51   | 67   | 30   | 98 | 125 | 104 | +21 |
| 8.  | América de Cali        | 144 | 47   | 67   | 30   | 97 | 124 | 119 | +5  |
| 9.  | Santa Fe               | 142 | 56   | 46   | 40   | 98 | 120 | 85  | +35 |
| 10. | La Equidad             | 135 | 61   | 42   | 32   | 98 | 111 | 99  | +12 |
| 11. | Rionegro Águilas       | 128 | 57   | 40   | 31   | 98 | 108 | 119 | -11 |
| 12. | Atlético Bucaramanga   | 125 | 58   | 46   | 21   | 98 | 103 | 119 | -16 |
| 13. | Deportivo Pasto        | 123 | 35   | 54   | 34   | 98 | 96  | 98  | -2  |
| 14. | Envigado               | 116 | 46   | 47   | 23   | 98 | 106 | 120 | -14 |
| 15. | Alianza Petrolera      | 116 | 42   | 55   | 20   | 98 | 102 | 126 | -23 |
| 16. | Patriotas Boyacá       | 116 | 49   | 50   | 17   | 98 | 83  | 116 | -33 |
| 17. | Cúcuta Deportivo       | 115 | 57   | 40   | 14   | 96 | 117 | 146 | -29 |
| 18. | Deportivo Pereira      | 95  | 39   | 38   | 18   | 98 | 77  | 137 | -60 |
| 19. | Jaguares               | 94  | 39   | 38   | 17   | 98 | 81  | 143 | -62 |
| 20. | Boyacá Chicó           | 92  | 39   | 38   | 15   | 98 | 73  | 146 | -73 |

Note:
Fonte: DIMAYOR
A parità di punti valgono in ordine i seguenti criteri: 1) differenza reti; 2) gol segnati; 3) gol segnati fuori casa.

## Statistiche

### Classifica marcatori
| Gol |  |  | Giocatore          | Squadra          |
| --- |  |  | ------------------ | ---------------- |
| 14  |  |  | Miguel Borja       | Atl. Junior      |
| 13  |  |  | Jáder Obrian       | Rionegro Águilas |
| 10  |  |  | Cristian Arango    | Millionarios     |
| 10  |  |  | Matías Mier        | La Equidad       |
| 10  |  |  | Agustín Palavecino | Deportivo Cali   |
| 9   |  |  | Jefferson Duque    | Atl. Nacional    |
| 9   |  |  | Diego Herazo       | Atl. Bucaramanga |
| 9   |  |  | Adrián Ramos       | America Cali     |
| 7   |  |  | Andrés Andrade     | Atl. Nacional    |
| 7   |  |  | Ayron del Valle    | Millionarios     |
| 7   |  |  | Jorge Luis Ramos   | Deportes Tolima  |
| 7   |  |  | Pablo Sabbag       | La Equidad       |